# Reika Kakiiwa
Reika Kakiiwa (垣岩令佳, Kakiiwa Reika) est une joueuse de badminton japonaise née le 19 juillet 1989 à Kami-Amakusa.
En double dames, elle est avec Mizuki Fujii médaillée d'argent olympique en 2012 à Londres.